# Fujiwara no Tamenobu

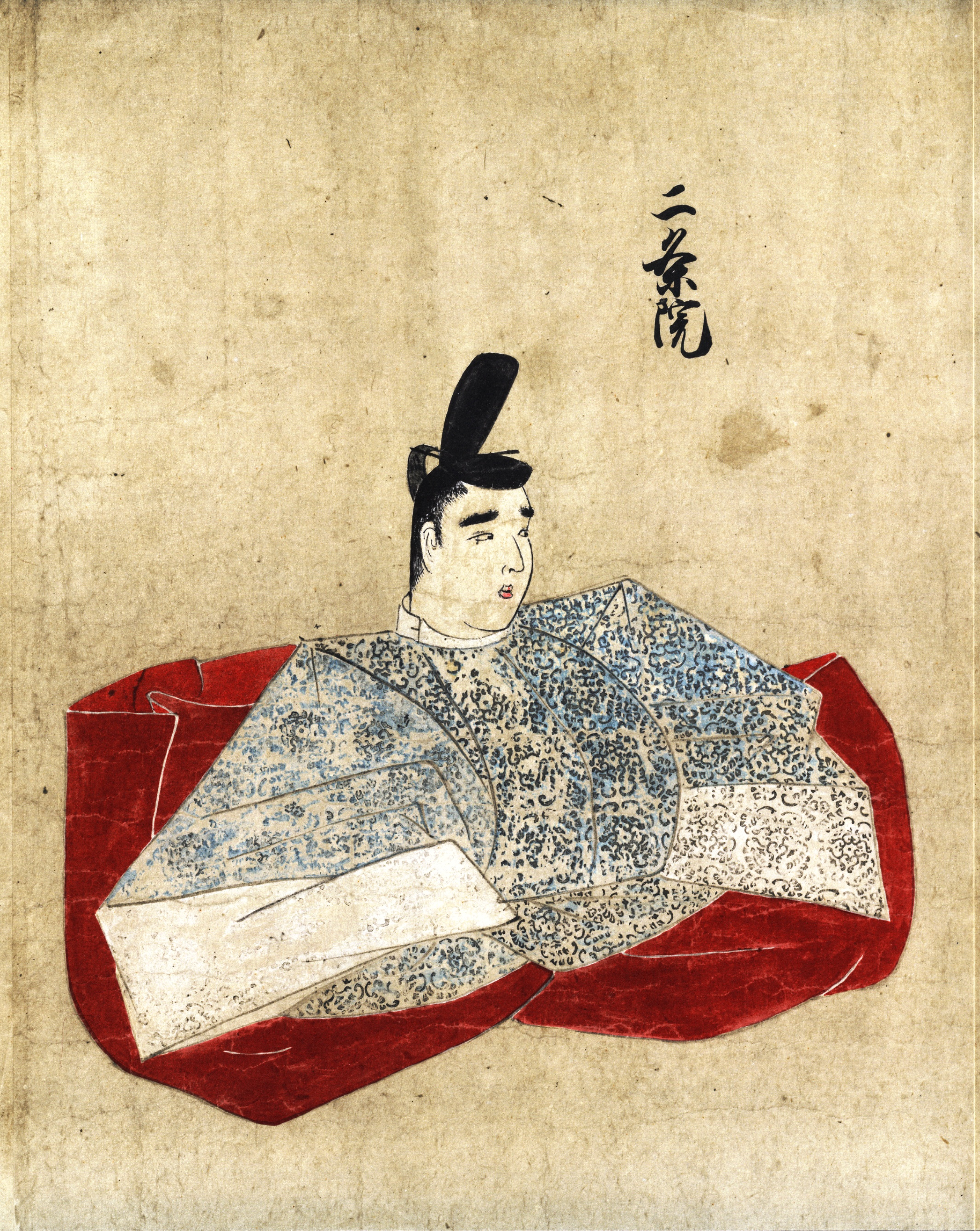
Portait de l’empereur Nijō, Tenshi sekkan miei, par Fujiwara no Tamenobu et Gōshin, début XIVe siècle, musée des collections impériales.

Fujiwara no Tamenobu est un nom japonais traditionnel ; le nom de famille (ou le nom d'école) précède donc le prénom (ou le nom d'artiste).
Fujiwara no Tamenobu (藤原為信) (actif de 1261 à 1304) était un courtisan et un peintre japonais de style yamato-e. Il avait pour autre nom Hōshōji Tamenobu et, après être devenu moine bouddhique, Jakuyū. Il était un descendant de Fujiwara no Nobuzane. Suivant son ancêtre, il réalisa des portraits de genre nise-e, notamment en utilisant pour support des emaki, par exemple les Rouleaux des portraits des empereurs et des régents (天子摂関御影, Tenshi sekkan miei, Collections impériales), qu’il réalisa avec son fils ou petit-fils Fujiwara no Gōshin,,.